# 마셜 제도의 국장

마셜 제도의 국장

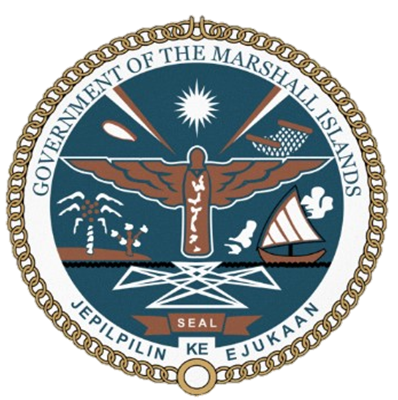
마셜 제도의 옛 국장

마셜 제도의 국장은 마셜 제도를 상징하는 문장으로, 파란색 원 안쪽에는 24개의 빛을 가진 하얀색 별과 주황색과 하얀색 두 가지 색의 줄무늬가 그려져 있다.
파란색 원 가운데에는 날개를 펼친 천사가 그려져 있다.
천사 양쪽에는 두 개의 섬과 야자나무, 어업용 그물과 카누가 그려져 있으며, 천사 아래쪽에는 해도가 그려져 있다.
파란색 원 바깥쪽을 쇠사슬이 감싸고 있으며, 원 바깥쪽 상단에는 "마셜 제도 정부" ("Government of the Marshall Islands") 라는 문구가 영어로 쓰여져 있다.
원 바깥쪽 하단에는 마셜 제도의 나라 표어인 "모두의 노력을 통해 성취한다" ("Jepilpin ke Ejukaan") 라는 문구가 마셜어로 쓰여져 있다.